# 生物识别技术
生物識別技術（英語：biometrics，也稱生物測定學），是指用數理統計方法對生物進行分析，現在多指對生物體（一般特指人）本身的生物特徵來區分生物體個體的计算机科学。
研究領域主要包括声纹、臉、指紋、掌紋、虹膜、视网膜、体型、個人習慣（例如签名、敲擊键盘的力度和頻率、滑鼠移動方式）等，相應的識別技術就有説話人識別、臉部辨識、指纹识别、掌纹识别、虹膜檢測、视网膜识别、体形识别、签字识别、键盘敲击识别。
该技术已被广泛用于保安、支付等。

## 特點
生物特徵通常須具備以下的幾種特徵：
1. 唯一性：獨一無二的特徵。
2. 普遍性：大眾們都有相同的型態特徵。
3. 永久性：特徵不因時間而改變，或者改變非常的緩慢。
4. 可測性：可用精簡的技巧去測量其相似度。
5. 方便性：量測的器具要容易攜帶。
6. 接受性：能被社會大眾們接受的量測方式。
7. 不可欺性：儀器不因偽裝而被欺騙。

## 應用舉例
以生物辨識系統所應用到的技術有：
- 臉部辨識：一般用於手機以及電腦，指要給攝影機確認即可完成辨識，不需接觸到身體，但成本較高。
- 签字识别（英语：Signature recognition）：就是以個人的筆跡作為參考，現在有電子簽名以簽名圖像的方式取代個人簽名，較不安全。 雖然不安全，中国已經開始在正式文件/合約中使用電子簽名，例如中国联通等電訊門市辦門號等業務會讓客戶在平板電腦上簽名，讓電子簽名具有公信力，這影響了許多電子業務流程。
- 指纹识别：以指紋掃描器讀取指紋樣本，將樣本存入資料庫中，通常運用在門禁等機密關卡中，但由於指紋位於人體表面，只要指紋樣本被他人採集，依然會被偽造。
- 靜脈辨識（英语：Vein matching）：是以人體中的手掌静脉分佈作為樣本，因為手掌內的靜脈位於人體中，要偽造就需入侵資料庫中竊取樣本才有可能被偽造，而且不易受到外界因素的影響。
- 语音识别：每個人個聲音都有獨自的声学指纹，利用個人的聲音特徵作為辨識，但容易受到外界因素的影響。
- 虹膜檢測：虹膜就是人類眼球中有色的部分，因為每個人的虹膜皆不同，且虹膜特徵不易改變，而且準確性較高，辨識方法及為快速，只要眼睛對著儀器頃刻間，就完成了辨識，方便又簡單，但依然可以偽造。
- DNA分析：就是以生物獨有的DNA去做辨識，但步驟較繁雜，利用DNA辨識的地方多用於確認血緣關係等。

## 相册

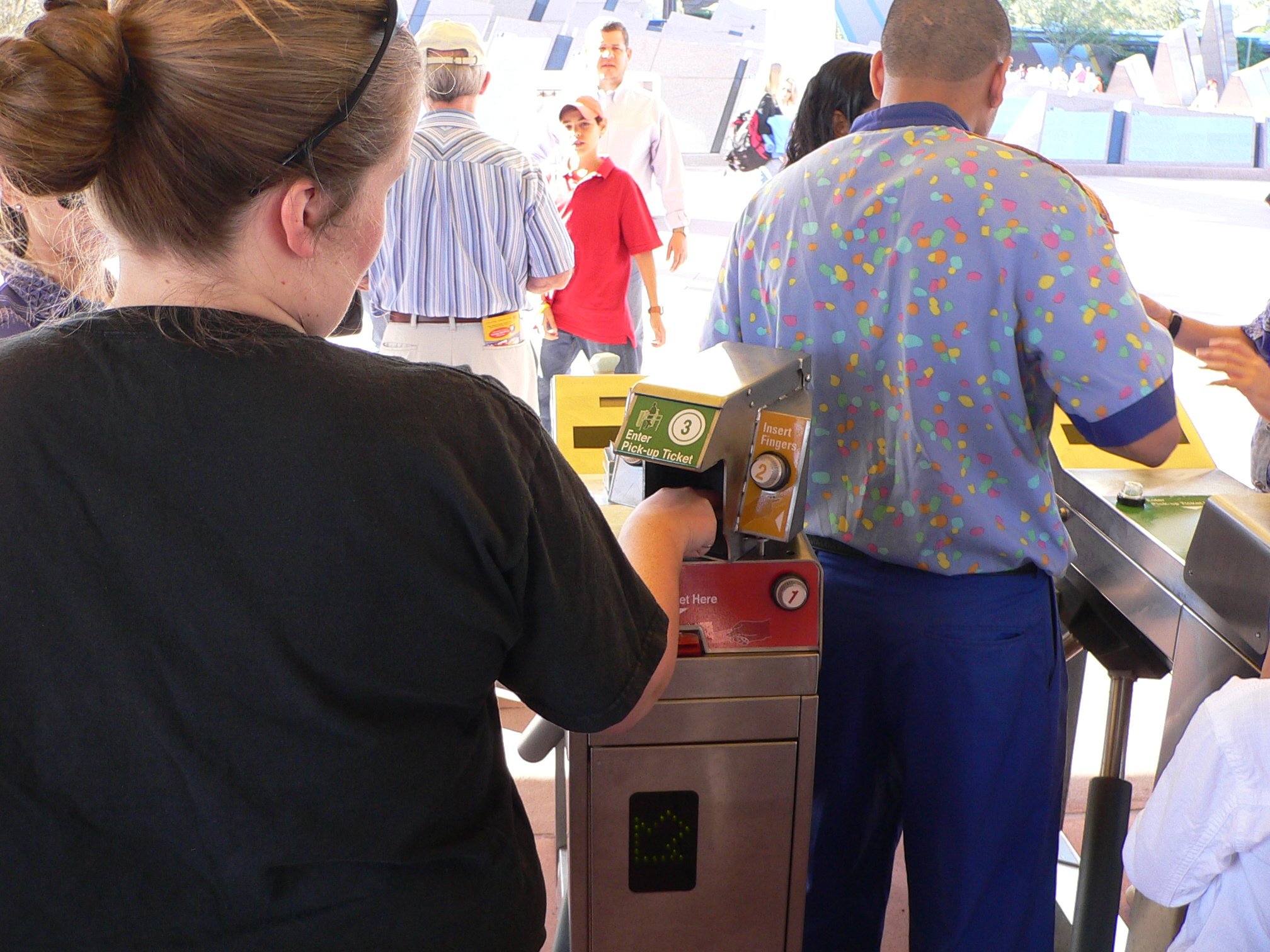
美国迪士尼世界使用了“指纹门票”技术